# Русалска седмица
Русалска седмица е седмицата след църковния празник Петдесетница или Св. Троица (Петдесетница е винаги в неделя, 50 дни след Великден).
Русалската седмица започва в понеделник, когато е празникът в чест на Свети дух.
Русалиите са нечисти, вредоносни сили, подобни на самодивите, които понякога могат да излекуват човек от тежка болест. През цялата седмица се спазват строги забрани: избягват да се мият, не перат, не спят на открито, не ходят без път през нивите и полето, за да не стъпят върху трапезата на русалиите. За човек, разболял се през седмицата, казват че „русалиите го нагазили, убили“.
В Северозападна България през цялата седмица по селата обикалят дружините на калушарите (русалии), които с ритуални танци лекуват болните от русалска или самодивска болест.